# John Pope (polityk)
John Pope (ur. w 1770 w hrabstwie Prince William, zm. 12 lipca 1845 w Springfield) – amerykański polityk.

## Życiorys
Urodził się 1 stycznia 1770 na terenie hrabstwa Prince William, jako syn Williama Pope i Elizabeth Edwards. Uczęszczał do szkół w Bardstown i Lexington. Studiował nauki prawne, został przyjęty do palestry i otworzył prywatną praktykę w hrabstwie Shelby i hrabstwie Fayette. W roku 1802 oraz w latach 1806–1807 zasiadał w legislaturze stanowej Kentucky. W 1806 roku wygrał wybory do Senatu (z ramienia demokratycznych republikanów), gdzie zasiadał do roku 1813. Od lutego do listopada 1811 roku pełnił funkcję przewodniczącego pro tempore izby wyższej. W drugiej połowie lat 10. XIX wieku pełnił funkcję sekretarza stanu Kentucky, a w latach 20. ponownie zasiadł w legislaturze stanowej. W 1829 roku został mianowany gubernatorem terytorium Arkansas i pełnił tę funkcję przez sześć lat. Kiedy Pope zerwał ze środowiskiem Andrew Jacksona, nie został ponownie powołany na stanowisko gubernatora i powrócił do prowadzenia praktyki prawniczej. W 1837 roku zasiadł w Izbie Reprezentantów z ramienia Partii Wigów. Mandat kongresmana sprawował do 1843 roku, kiedy to nie uzyskał reelekcji. Zmarł 12 lipca 1845 roku w Springfield.
Był trzykrotnie żonaty: z Anne Christian, z Elizabeth Johnson i z Frances Walton.